# 蓋斯貝格山
47°31′49″N 8°10′16″E / 47.53032°N 8.17100°E

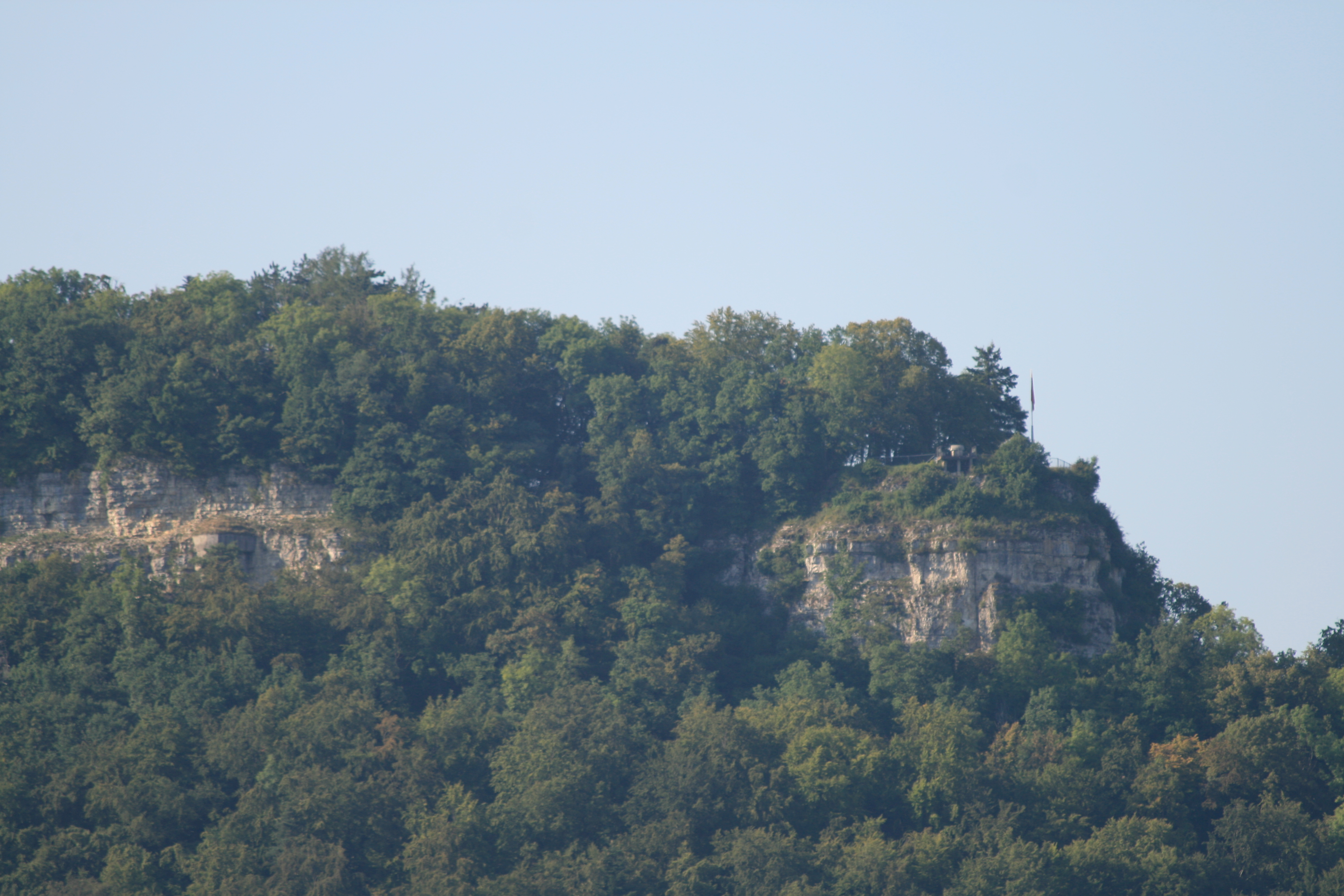

蓋斯貝格山（德語：Geissberg），是瑞士的山峰，位於該國北部，由阿爾高州負責管轄，屬於汝拉山的一部分，距離欣貝格山7.1公里，該山峰海拔高度700米。